# Winkulum
Winkulum (łac. vinculum) – u motyli jest to element samczych narządów genitalnych.
Winkulum to płytka genitalna w kształcie litery U. Połączona jest stawowo z tegumenem lub jego pedynkulusem. Środkowo-brzusznie tworzy sakus. Winkulum w całości stanowi "płytkę koksosternalną" dziewiątego segmentu odwłoka.
U wąsikowatych winkulum ma kształt zaokrąglonej szufelki, zwykle jest szersze niż długie i dwu- do trzykrotnie dłuższe od walw. U Heliozelidae winkulum zrośnięte jest z tegumenem i tworzą razem pierścień. U Incurvariidae winkulum jest dłuższe niż szerokie i do trzykrotnie dłuższe od walw. U Cemiostomidae jest szerokie, a u Phyllocnistidae wąskie.